# Highball

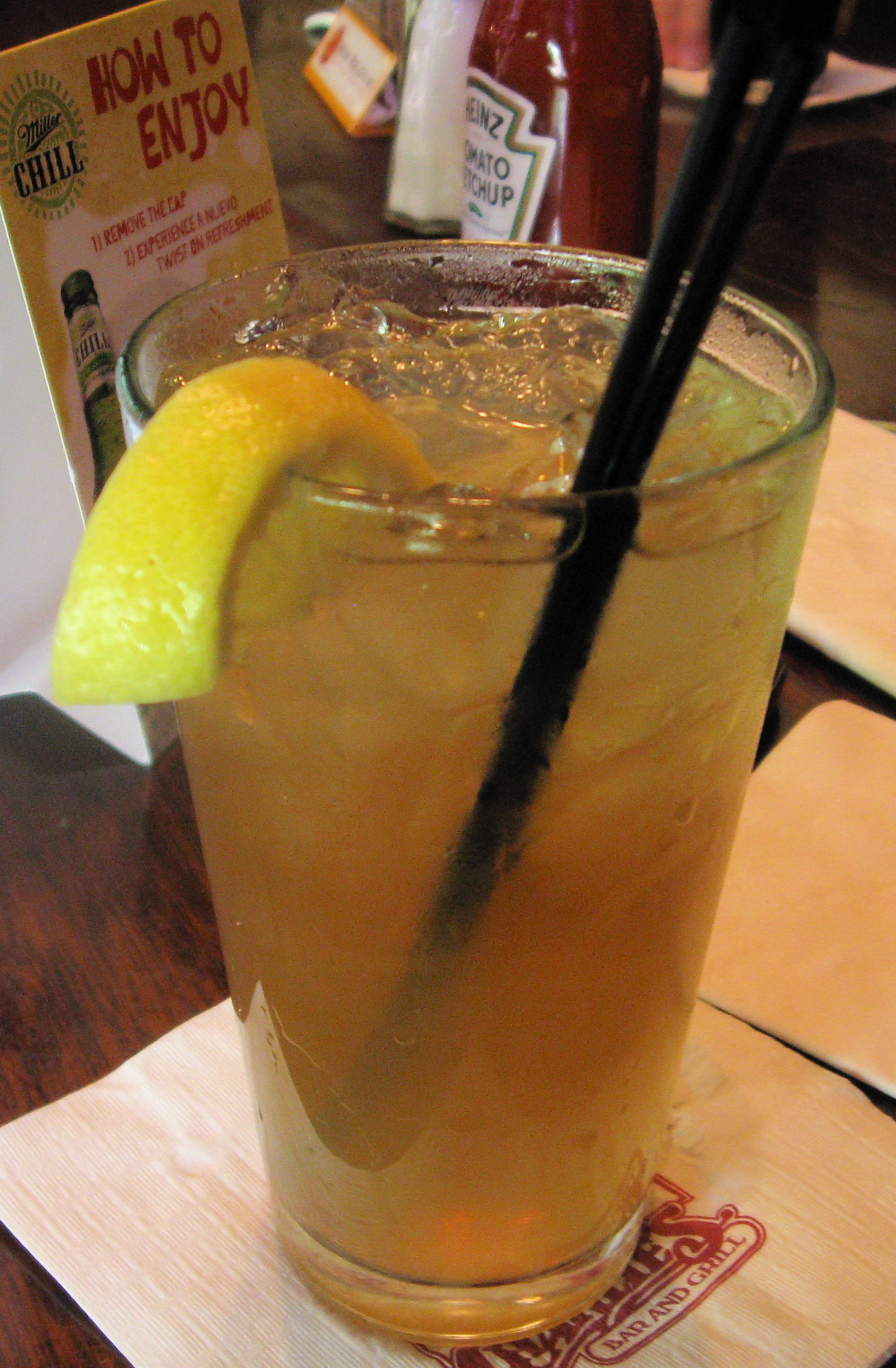
Long Island Iced Tea v highball sklenici

Highball je název pro skupinu míchaných nápojů, které jsou míchány z alkoholických a nealkoholických nápojů, kdy poměr nealkoholického nápoje je větší než alkoholického. Zpočátku byl „highball“ míchán ze skotské whisky a sodové vody, „skotská se sodou“.

## Původ názvu
Původ názvu „Highball“ není zcela zřejmý. Je několik možností - William T. Adams tvrdil, že první highball byl namíchán v Adams House v Bostonu, zatímco barman Patrick Duffy z New York říkal, že prvně takto pojmenoval míchaný nápoj (koktejl) i sklenici původem anglický herec E. J. Ratcliffe v jeho baru roku 1895.
Jinou možností vzniku názvu je pojmenování podle horní polohy koše návěstidla zaváděného ve Spojených státech od poloviny 19. století, která znamenala návěst volno, čili plnou rychlostí vpřed. Duffy tak údajně vystihnul rychlost míchání nápoje - ledová kostka se zalije jedním druhem lihoviny, jedním druhem nápoje (sodová voda nebo zázvorové pivo) a sklenice se buď ozdobí jednoduše plátkem citrónu, nebo vůbec.
Další možné vysvětlení se vztahuje k době konzumace highballu. Highball, jako protiklad ke koktejlu, který se pije až večer před večeří, zatímco highball pije odpoledne, kdy je slunce (ball) vysoko (high) a nápoj by měl být lehký a osvěžující.

## Nápoje
Příklady známých highball drinků zahrnují Jack and Coke (Jack Daniel's a Coca-Cola), Scotch and Soda (skotská whisky se sodou), Seven and Seven (whisky 7 a 7 UP), Moscow Mule (vodka, zázvorové pivo a citronová šťáva), Gin and Tonic (gin s tonicem), Sex on the Beach, atd. Někdy může být poměr alko:nealko v drinku pozměněn ve prospěch alkoholické složky a podáván jako aperitiv.